# Synagoga Gerard Doustraat w Amsterdamie

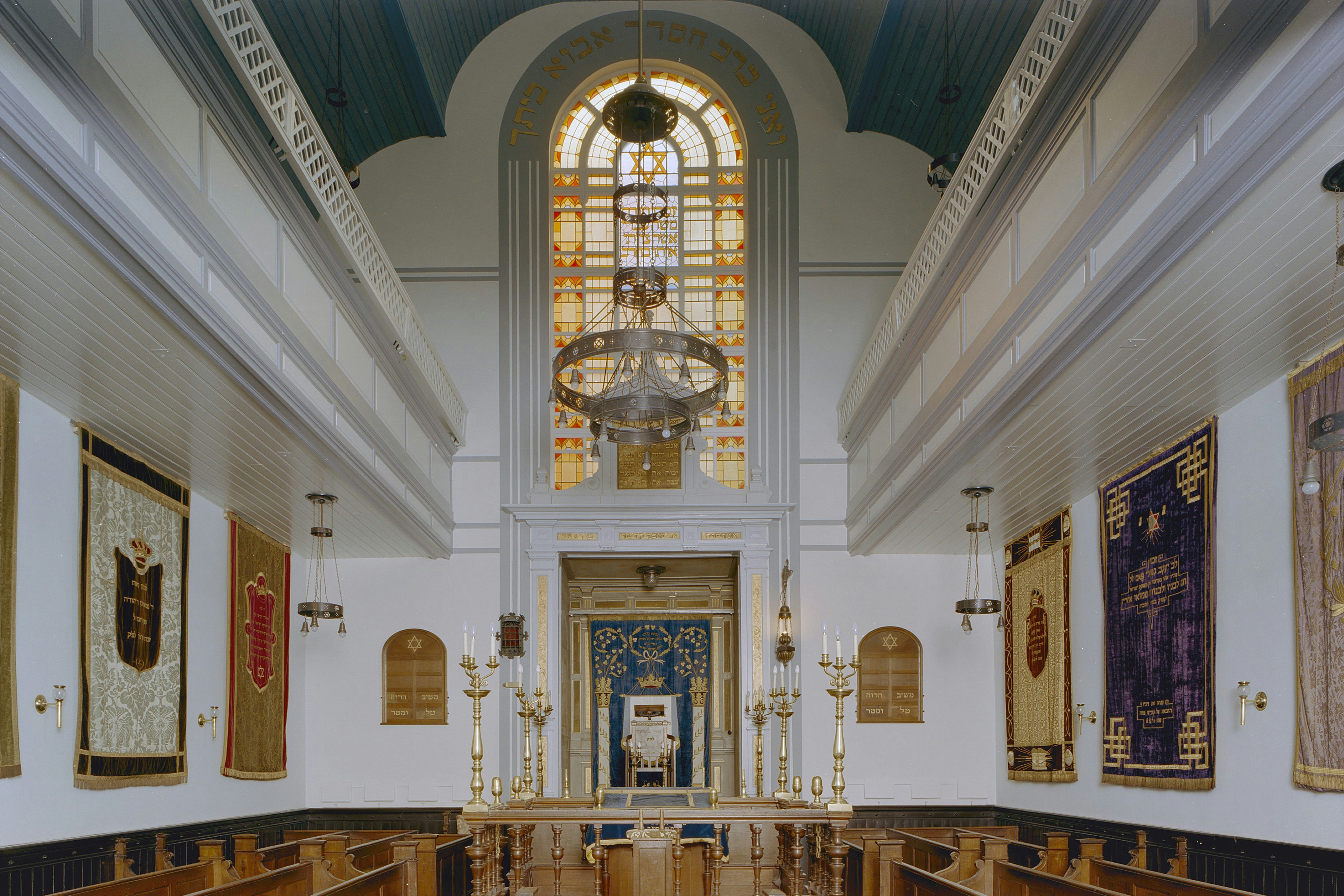
Wnętrze synagogi

Synagoga Gerard Doustraat w Amsterdamie – zbudowana w 1892 roku jako bożnica Żydów aszkenazyjskich według projektu architekta Emanuela Marcusa Rooda w stylu neorenesansowym. Podczas II wojny światowej hitlerowcy zdewastowali synagogę. Po wojnie wyremontowana. Nadal służy do celów kultowych.